# Ричмонд-Дейл (Огайо)
Ричмонд-Дейл (англ. Richmond Dale) — переписна місцевість (CDP) в США, в окрузі Росс штату Огайо. Населення — 386 осіб (2020).

## Географія
Ричмонд-Дейл розташований за координатами 39°12′15″ пн. ш. 82°48′44″ зх. д. / 39.20417° пн. ш. 82.81222° зх. д. (39.204222, -82.812104).  За даними Бюро перепису населення США в 2010 році переписна місцевість мала площу 1,29 км², уся площа — суходіл.

## Демографія
Згідно з переписом 2010 року, у переписній місцевості мешкало 377 осіб у 159 домогосподарствах у складі 102 родин. Густота населення становила 293 особи/км².  Було 175 помешкань (136/км²).
Расовий склад населення:
| - 93,9 % — білих - 0,8 % — чорних або афроамериканців - 0,3 % — корінних американців |

До двох чи більше рас належало 5,0 %. Частка іспаномовних становила 0,3 % від усіх жителів.
За віковим діапазоном населення розподілялося таким чином: 25,7 % — особи молодші 18 років, 55,7 % — особи у віці 18—64 років, 18,6 % — особи у віці 65 років та старші. Медіана віку мешканця становила 38,9 року. На 100 осіб жіночої статі у переписній місцевості припадало 98,4 чоловіків;  на 100 жінок у віці від 18 років та старших — 95,8 чоловіків також старших 18 років.
Середній дохід на одне домашнє господарство  становив 41 664 долари США (медіана — 34 583), а середній дохід на одну сім'ю — 40 546 доларів (медіана — 34 519). За межею бідності перебувало 8,3 % осіб, у тому числі 14,4 % дітей у віці до 18 років та 0,0 % осіб у віці 65 років та старших.
Цивільне працевлаштоване населення становило 111 осіб. Основні галузі зайнятості: виробництво — 28,8 %, транспорт — 27,0 %, фінанси, страхування та нерухомість — 16,2 %, мистецтво, розваги та відпочинок — 14,4 %.